# 458

## Събития
- Основан е град Тбилиси, столицата на Грузия.